# 馬爾特尼夫卡 (特諾皮爾州)
49°6′33″N 25°31′57″E / 49.10917°N 25.53250°E

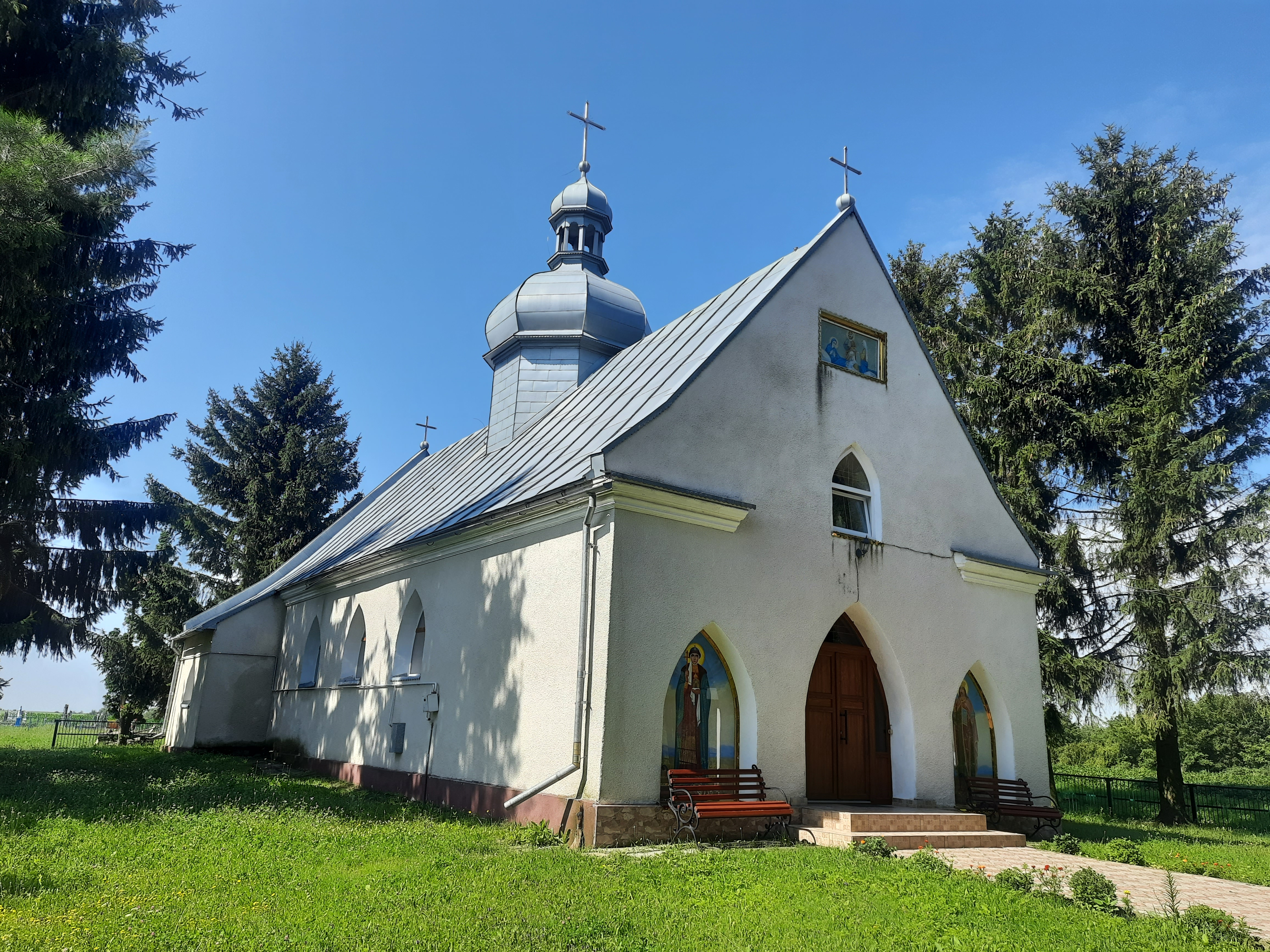
教堂

馬爾特尼夫卡（羅馬化：Martynivka）是烏克蘭西部捷爾諾波爾州喬爾特基夫區特里布希夫齐市镇内的村落。距離皮利亞瓦1.5公里，面積1.21平方公里，2001年人口313。